# Eugenia brejoensis
Eugenia brejoensis är en myrtenväxtart som beskrevs av Mazine. Eugenia brejoensis ingår i släktet Eugenia och familjen myrtenväxter. Inga underarter finns listade i Catalogue of Life.